# Fredrik Åkesson
Fredrik Åkesson (ur. 18 lipca 1972 w Sztokholmie) – szwedzki muzyk, udzielający się w zespołach takich jak Arch Enemy, Tiamat, Talisman czy Krux. 17 maja 2007 został oficjalnym członkiem progresywnego zespołu Opeth.
Muzyk gra na gitarach firmy PRS, wzmacniaczach Marshall JVM410, kolumnach głośnikowych Marshall Vintage 30. Ponadto używa kostek gitarowych Dunlop, strun D'Addario 10-52 oraz przystawek gitarowych Seymour Duncan JB Bridge i EMG 81, 85.

## Wybrana dyskografia
- Talisman – Genesis (1993)
- Clockwise – Naïve (1998)
- Southpaw – SouthPaw (1998)
- Human Clay – Closing the Book on Human Clay (2003)
- John Norum – Optimus (2005)
- Tiamat – The Church of Tiamat (DVD, 2005)
- Arch Enemy – Live Apocalypse (DVD, 2006)
- Opeth – Watershed (2008)
- Opeth – In Live Concert at the Royal Albert Hall (DVD, 2010)
- Opeth – Heritage (2011)
- Opeth – Pale Communion (2014)
- Opeth – Sorceress (2016)
- Opeth – In Cauda Venenum (2019)